# 石原翔太郎
石原 翔太郎（いしはら しょうたろう、2002年1月4日 - ）は、日本の陸上競技選手。兵庫県たつの市出身。東海大学体育学部卒業、SGホールディングス所属。陸上競技部に所属し、専門種目は長距離走。

## 経歴
中学校はたつの市立龍野東中学校、高校は倉敷高等学校、大学は東海大学出身。

### 大学時代
大学1年次
- 第52回全日本大学駅伝対校選手権大会で三大駅伝デビューを飾ると、いきなり4区で区間新記録をマーク。箱根駅伝では、3区へ出走し1年生ながら区間賞の活躍でチームをトップへと押し上げた[2][3]。

大学2年次
- 関東インカレ1部では、流通経済大学のサムソン・ディラングと先頭争いを演じ、2位(日本人トップ)の28分05秒91を記録した。しかし、6月に恥骨結合炎と大腿骨を疲労骨折し、三大駅伝は全て欠場。チームとしても全日本大学駅伝、箱根駅伝ともにシード権を逃した。

大学3年次
- 7月のホクレン千歳大会で5000mに出場し、自己ベストを更新。箱根駅伝予選会では積極的な走りを見せたが、終盤のアクシデントでペースを落とし、個人47位。チームはギリギリの9位で本戦出場となった[4]。約3週間後の全日本駅伝では3区を走り、区間賞を獲得[5]。完全復活を印象付けたが、チームは2年連続のシード落ちとなった。第99回東京箱根間往復大学駅伝競走では、初めて花の2区を任され、区間4位の走りで9人抜きを達成[6]。しかしチームは15位で2年連続のシード落ちとなり、再び予選会に回ることになった。

大学4年次
- 5月の全日本大学駅伝関東地区選考会では最終4組に出場し、10000m28分37秒33（日本人2位、全体7位）で走りチームは3位で10年連続の本戦出場を決めた[7][8]。8月に開催されたユニバーシアードでは5000mの日本代表とした出場し、4位だった[9]。10月の第100回箱根駅伝の予選会は欠場した[10]。チームは苦戦するも10位で通過し、11年連続で本戦出場を果たした[11]。11月の全日本大学駅伝も欠場し[12]、箱根駅伝一本に集中することとなる。第100回箱根駅伝では初めての復路となる7区を走るが、区間15位に終わる。チームは10区で10位から11位に順位を落とし、3年ぶりのシード権獲得とはならなかった[13][14]。

### 実業団時代
大学卒業後はSGホールディングスで競技を継続。

## 人物
- 安川電機陸上競技部に所属する辻文哉と生年月日が同じである。

## 戦績・記録

### 大学三大駅伝戦績
| 学年               | 出雲駅伝                 | 全日本大学駅伝                        | 箱根駅伝                           |
| ------------------ | ------------------------ | ------------------------------------- | ---------------------------------- |
| 1年生 （2020年度） | 第32回 （開催中止）      | 第52回 4区-区間賞 33分16秒 区間新記録 | 第97回 3区-区間賞 1時間02分05秒    |
| 2年生 （2021年度） | 第33回 ー － ー 出走なし | 第53回 ー － ー 出走なし              | 第98回 ー － ー 出走なし           |
| 3年生 （2022年度） | 第34回 不出場            | 第54回 3区-区間賞 33分48秒            | 第99回 2区-区間4位 1時間07分09秒   |
| 4年生 （2023年度） | 第35回 不出場            | 第55回 ー － ー 出走なし              | 第100回 7区-区間15位 1時間04分36秒 |

## 自己ベスト
- 5000m - 13分29秒21（2022年7月15日：ホクレンディスタンスチャレンジ2022千歳大会）
- 10000m - 28分05秒91（2021年5月20日：関東インカレ）
- ハーフマラソン - 1時間03分48秒（2021年3月14日：日本学生ハーフマラソン選手権）